# Nerea Barjola Ramos
Nerea Barjola Ramos   (Santurtzi, 1980) és politòloga, activista feminista, investigadora i escriptora basca.
Va estudiar Ciències Polítiques i de l'Administració en la Universitat del País Basc (UPV/EHU) i és doctora en Feminismes i Gènere. Es va formar per a Tècnica d'Igualtat en la Universitat Nacional d'Educació a Distància (UNED).

## Obres i publicacions
- Les narracions del perill sexual i la seva influència en les pràctiques de les dones a partir del crim d'Alcàsser, 1992. (Tesi. 2014).

- Microfísica sexista del poder: el cas Alcásser i la construcció del terror sexual. Pròleg de Silvia Federici (Virus ed., 2018).[3]
- Tranquil·les: Històries per a anar soles a la nit. (Lumen, 2019).